# Tottumiskysymys
Pour plus de détails, voir Fiche technique et Distribution.
Tottumiskysymys (littéralement « question d'habitude ») est un film finlandais réalisé par Reetta Aalto, Alli Haapasalo, Anna Paavilainen, Kirsikka Saari, Miia Tervo, Elli Toivoniemi et Jenni Toivoniemi, sorti en 2019. Le film se compose de six courts métrages réalisés par sept réalisatrices (sélectionné parmi onze courts métrages produits).

## Synopsis
Le film se décompose en six segments, chacun d'entre eux présentant un aspect caché de la vie des femmes.

## Fiche technique
- Titre : Tottumiskysymys
- Réalisation : Reetta Aalto, Alli Haapasalo, Anna Paavilainen, Kirsikka Saari, Miia Tervo, Elli Toivoniemi et Jenni Toivoniemi
- Scénario : Reetta Aalto, Alli Haapasalo, Anna Paavilainen, Kirsikka Saari, Miia Tervo, Elli Toivoniemi et Jenni Toivoniemi
- Musique : Joona Jaakkola
- Photographie : Kerttu Hakkarainen, Päivi Kettunen et Jarmo Kiuru
- Montage : Yva Fabricius, Otto Heikola et Anniina Kauttonen
- Production : Vilja Savonlahti
- Société de production : Tuffi Films
- Pays :  Finlande
- Genre : Comédie dramatique
- Durée : 75 minutes
- Dates de sortie : 
  -  Finlande : 27 septembre 2019

## Distribution
- Veikko Aalste : Antti
- Teemu Aromaa : Tatu
- Suvi Blick : Emmi
- Tommi Eronen : Ville
- Seidi Haarla : Katja
- Joel Hirvonen : Mika
- Johannes Holopainen : Aleksi
- Niina Hosiasluoma : Maria
- Mitro Härkönen : Mitro
- Lotta Kaihua : Niina
- Ona Kamu : Marja
- Ria Kataja : Virpi
- Elina Knihtilä : Päivi
- Tommi Korpela : Kari
- Krista Kosonen : Hilla
- Usva Kärnä : Teacher
- Ella Lahdenmäki : Liisa
- Julia Lappalainen : Emppu
- Pirjo Lonka : Miia
- Samuli Niittymäki : Johannes
- Chike Ohanwe : Juha
- Kati Outinen : Anja
- Jarkko Pajunen : Pena
- Eero Ritala : Kristian
- Pinja Sanaksenaho : Milja
- Joonas Snellman : Jani
- Minna Suuronen : Karin
- Pietu Wikström : Antti

## Distinctions
Le film a été nommé pour quatre Jussis et a obtenu le Nordisk Film Award.